# Alberto Ponce
Alberto Ponce, nome artístico de Alberto Gonzalez Munoz (Madri, 13 de março de 1935 – 25 de julho de 2019) foi um guitarrista clássico e professor espanhol que desde 1962 viveu e ensinou na França.
Morreu em 25 de julho de 2019, aos 84 anos.